# János Feketeházy
János Feketeházy (16. května 1842, Šaľa, Habsburská monarchie – 31. října 1927, Šaľa, Československo) byl maďarský inženýr. Byl původem z české rodiny (s příjmením Černohaus), která se v oblasti dnešního Žitného ostrova pomaďarštila. Pracoval dlouhodobě pro železnice MÁV a je autorem velkého množství dopravních staveb v regionu. Mezi ně patří například Starý most v Segedínu, zastřešení železniční stanice Budapest-Keleti pályaudvar nebo například střecha Maďarské státní opery nebo most Márie Valérie ze Štúrova do Ostřihomi.